# Hans Rose
Pour les articles homonymes, voir Rose.
Hans Rose est un militaire allemand qui fut commandant de U-Boot pendant la Première Guerre mondiale.

## Biographie
Rose étudie au lycée impératrice-Augusta (de) à Charlottenbourg. Il s'engage dans la Kaiserliche Marine le 1er avril 1903 en tant que cadet de la marine. Après avoir navigué sur le navire-école SMS Stein, Rose sert comme enseigne de vaisseau puis, après sa promotion en septembre 1906, comme lieutenant sur le SMS Hessen. Il se trouve ensuite sur le croiseur-école SMS Freya et enfin comme officier de quart sur le SMS Wettin. Le 15 juillet 1908, Rose est promu lieutenant. Il est brièvement enseignant sur le navire-école de torpilles SMS Württemberg (de) et, de 1912 à 1913, premier officier sur le SMS Loreley (de), stationné à Constantinople. De mai 1913 à l'été 1914, Rose est commandant de torpilleur et est promu lieutenant de vaisseau au début de la Première Guerre mondiale. 

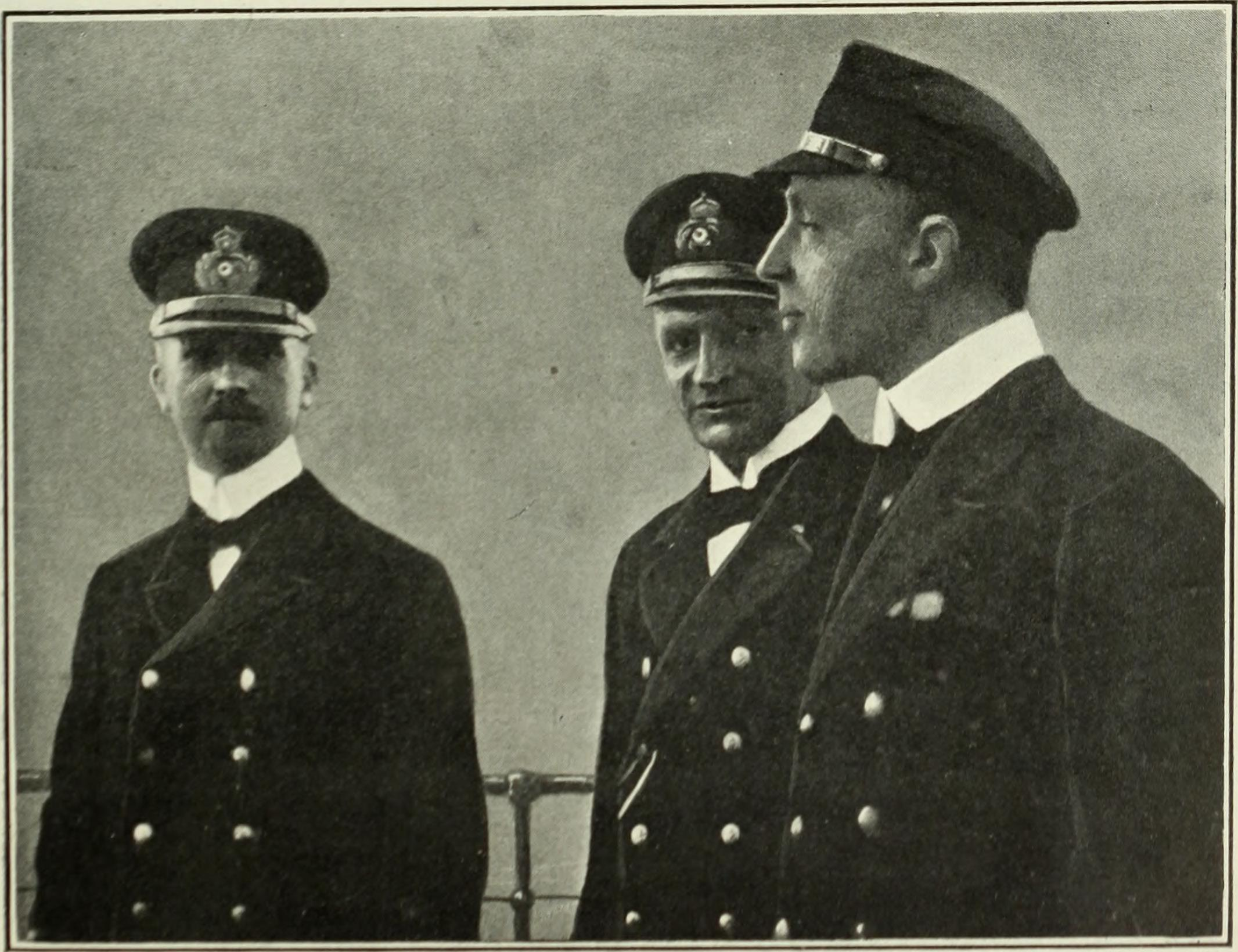
A gauche avec ses adjoints de l'U-53.

Après son transfert à l'école de sous-marins en 1915, Rose reçoit le commandement de l'U 2. En 1916, il est brièvement enseignant à l'école de sous-marins, retourne à la flottille de sous-marins et prend le commandement de l'U-53 (en) le 22 avril 1916. Il est promu Kapitänleutnant en 1914.
En tant que commandant du SM U-53, il coule le USS Jacob Jones (DD-61) (en) de la classe Tucker.
En 1940 il devint commandant de la défense de Trondheim.